# Mitsubishi F–1
A Mitsubishi F–1 Japán második világháború utáni első önálló fejlesztésű és első hadrendbe állított vadászrepülőgépe. A Mitsubishi Heavy Industries és a Fuji Heavy Industries közösen fejlesztette ki, elsődlegesen a brit–francia SEPECAT Jaguar vadászbombázót szem előtt tartva. Az európai típustól azonban teljesen függetlenül tervezték, az abban alkalmazott Rolls–Royce Turbomeca Adour hajtóművet azonban licenc alapján sorozatban gyártották az F–1-hez.

## Műszaki adatok (F–1)

### Geometriai méretek és tömegadatok
- Hossz: 17,86 m
- Fesztáv: 7,88 m
- Magasság: 4,48 m
- Szárnyfelület: 21,2 m²
- Üres tömeg: 6358 kg
- Maximális felszálló tömeg: 13 674 kg

### Hajtómű
- Hajtóművek száma: 2 darab
- Típusa: Ishikawa-Harima TF40–801A utánégetős gázturbinás sugárhajtómű
- Maximális tolóerő (hajtóművenként):
  - Utánégetés nélkül: 22,8 kN
  - Utánégetővel: 35,6 kN

### Repülési adatok
- Legnagyobb sebesség: 1700 km/h
- Hatótávolság: 2870 km
- Szolgálati csúcsmagasság: 15 240 m
- Emelkedőképesség: 118 m/s
- Szárny felületi terhelése: 645 kg/m²

### Fegyverzet
- 1 darab 20 mm-es JM61A1 gépágyú
- Fegyverfelfüggesztő pontok: egy a törzs középpontjában, négy a szárnyak alatt és kettő a szárnyvégeken
- Bombák és rakéták:
  - AIM–9 Sidewinder légiharc-rakéta
  - AAM–1 légiharc-rakéta
  - ASM–1 hajó elleni rakéta
  - ASM–2 hajó elleni rakéta
  - JLAU–3A 70 mm-es rakéta blokk
  - RL–7 70 mm-es rakéta
  - RL–4 125 mm-es rakéta
  - Mk 82 bomba
  - M117 bomba

## Fordítás
- Ez a szócikk részben vagy egészben  a   Mitsubishi F-1 című angol Wikipédia-szócikk ezen változatának fordításán alapul.  Az eredeti cikk szerkesztőit annak laptörténete sorolja fel. Ez a jelzés csupán a megfogalmazás eredetét és a szerzői jogokat jelzi, nem szolgál a cikkben szereplő információk forrásmegjelöléseként.

## Külső hivatkozások
- F-1 at Globalsecurity.org
- F-1 gallery at highgallery.com
- F-1 at Tower Hobbies
- F-1 at MilitaryFactory.com